# 月沙
月沙（げっさ、生没年不詳）とは、江戸時代の浮世絵師。

## 来歴
鳥山石燕の門人。初め月砂、後に月沙と号す。作画期は明和から天明の頃にかけてとされ、明和7年（1770年）と安永元年（1772年）の俳諧歳旦集（失題）に、他の石燕門下とともに挿絵を描いている。